# Cher frangin
Pour plus de détails, voir Fiche technique et Distribution.
Cher frangin est un film français réalisé par Gérard Mordillat, sorti en 1989.

## Synopsis
En 1959, deux frères sont séparés par la guerre d'Algérie. Le frère aîné doit partir se battre, et raconte l'horreur au quotidien à son petit frère de 10 ans.

## Fiche technique
- Réalisation : Gérard Mordillat
- Scénario : Jean-Marie Estève, David Milhaud, Gérard Mordillat, Richard Morgiève
- Sociétés de production :  Stéphan Films, Productions Bleu Blanc Rouge, Lamy Films
- Productrice : Véra Belmont
- Image : Michel Baudour
- Musique : Jean-Louis Négro
- Montage : Nicole Saunier
- Durée : 90 minutes
- Date de sortie : 12 avril 1989

## Distribution
- Luc Thuillier : Alain Chevillard
- Marius Colucci : Marius
- Julie Jézéquel : Lou
- Yan Epstein : Maurer
- Philippe Caroit : Lieutenant Marillier
- Éric Denize : Vacher
- Najim Laouriga : Ahmed
- Charles Mayer : Coudrier
- Piotr Shivak : Polack
- Pascal Librizzi : Max
- Riton Liebman : Jarlot
- Jean-Claude Drouot : Colonel Leroy
- B. Ben Amara : Sadia
- Danièle Ajoret : La mère d'Alain
- Claude Evrard : Le père d'Alain
- Yves Robert : M. Durand, le patron d'Alain

## Critiques
Le film est considéré « comme un véritable film de gauche », courageux et lucide, par Libération.